# Ургенчский район
Ургенчский район (узб. Urganch tumani / Урганч тумани) — административная единица в Хорезмской области Узбекистана. Административный центр — городской посёлок Караул.
Население — 201 200 человек в 2021.

## История
Ургенчский район был образован в 1930-х годах. В 1938 году вошёл в состав Хорезмской области Узбекской ССР. 4 марта 1959 года к Ургенчскому району была присоединена часть территории упразднённого Янгибазарского района. 4 июля 1961 года центр района был перенесён из Ургенча в селение Янгибазар. В 1963 году район был упразднён, в 1964 году восстановлен.

## Административно-территориальное деление
По состоянию на 1 января 2011 года в состав района входят:
- Городской посёлок

1. Чалыш.

- 10 сельских сходов граждан:

1. Бекабад,
2. Гайбу,
3. Галаба,
4. Караман,
5. Караул,
6. Чаккашаликар,
7. Чандиркият,
8. Чаткупыр,
9. Юкарибаг,
10. Юкари-Дорман.